# Хайльбершайд
Хайльбершайд (нем. Heilberscheid) — община в Германии, в земле Рейнланд-Пфальц. 
Входит в состав района Вестервальд. Подчиняется управлению Монтабаур.  Население составляет 664 человека (на 31 декабря 2010 года). Занимает площадь 6,37 км².